# KBS 뉴스 9
《KBS 뉴스 9》(KBS NEWS 9)는 KBS 1TV에서 매일 오후 9시에 방송 중인 메인 뉴스 프로그램이다.

## 프로그램 소개
새로워진 대한민국 대표 뉴스 KBS 뉴스 9 대한민국 대표 뉴스입니다.
KBS 뉴스 9는 대한민국을 대표하는 정통 종합 뉴스로서 변화하는 환경에 맞춰 '탐사 K', '끈질긴 K', '현장 K' 등 새로운 코너를 통해 국내외 현안을 입체적으로 분석하고 나아갈 방향을 제시하였습니다.
깊이 있는 심층 뉴스입니다.
KBS 뉴스 9는 수많은 뉴스가 홍수처럼 쏟아지는 시대에 공정성과 다양성의 가치를 존중하면서 깊이 있는 심층 분석을 통해 시청자가 주인이 되는 뉴스를 만들어갑니다.

## 개요
- KBS 9시 뉴스로 읽는다.
- 다시 보기 서비스를 통해 1987년 이후부터 디지털 데이터베이스를 구축해 무료로 볼 수 있다.
- 1994년 2월 21일부터 KBS 1라디오에서 동시에 수중계 방송하고 있다.[2] (※ 외국어 통역, 한국어 뉴스을 해설 제공)
- 1999년 3월 3일부터 청각 장애인을 위한 자막 방송 실시하여 제공하고 있다.
- 2020년 9월 3일부터 (수화) 통역을 제공하고 있다.[3]

## 역사
1961년 12월 31일 KBS-TV가 개국한 이후, 1962년 1월 15일 정규방송을 개시하였다. 1964년 7월부터 《뉴우스》 방송을 시작하였으나, 1965년에 폐지되었고, 약 5년간 1970년부터 《뉴우스》가 다시 부활하여, 1973년 한국방송공사의 창립과 함께 《KBS 종합뉴우스》로 개편되었으며, 1977년 10월 21일에는 《KBS 9시 뉴우스》로 명칭이 변경되었다. 1978년 외래어 표기법의 개정에 따라 장음 표기인 뉴우스는 뉴스로 변경되었다.
1980년 12월 1일부터 컬러방송이 도입되었으며, 1984년 10월에는 《KBS 뉴스센터 9시》로 개편되었다. 1986년 10월에는 《KBS 9시 뉴스》로 명칭이 변경되었다.
1992년 4월에는 《KBS 9시 뉴스현장》으로 개편되었고, 1993년 5월에는 《KBS 뉴스》으로 이어졌으나, 같은 해 10월에는 다시 《KBS 9시 뉴스》(KBS 뉴스 9)로 변경되어 지금까지 사용되고 있다.
일요일 방송의 뉴스 프로그램은 1980년 9월 21일 《뉴스 파노라마》의 분리를 기점으로 변화가 시작되었으며, 1987년 2월 22일 《KBS 9시 뉴스》로 통합되었다. 1991년 5월 26일부터 《KBS 일요 9》로 다시 분리되었으나, 1992년 4월 12일에 《KBS 9시 뉴스》로 재통합되었다. 같은 해 10월 11일부터는 《KBS 9 일요현장》으로 다시 분리되었고, 1993년 4월 18일에는 《KBS 9시 뉴스현장》으로 통합되었다. 이어서 1995년 2월 26일에는 《KBS 뉴스 9 일요와이드》로 분리되었다가, 같은 해 9월 10일부터는 《KBS 9시 뉴스》로 통합되어 현재에 이르고 있다.

## 방송 시간
- 현재 방송 시간 중 평일은 1999년 12월 22일부터 기준으로 하고 주말은 1994년 5월 1일부터 기준으로 한다.
- 긴급·특집 뉴스가 방송되면 특집 KBS 뉴스 9로 방송·편성된다.

### 평일
| 방송 채널 | 방송 기간                            | 방송 시간                                                                                  | 비고   |
| --------- | ------------------------------------ | ------------------------------------------------------------------------------------------ | ------ |
| KBS 1TV   | 1964년 7월 6일 ~ 1964년 8월 28일     | 매주 평일 밤 9시 ~ 9시 15분 (15분)                                                         |        |
| KBS 1TV   | 1964년 8월 31일 ~ 1964년 9월 18일    | 월요일 밤 9시 ~ 9시 40분 (40분) 화요일 ~ 금요일 밤 9시 ~ 9시 25분 (25분)                   |        |
| KBS 1TV   | 1964년 9월 21일 ~ 1964년 9월 25일    | 월요일 밤 9시 ~ 10시 10분 (70분) 화요일 ~ 금요일 밤 9시 ~ 9시 55분 (55분)                  |        |
| KBS 1TV   | 1964년 9월 28일 ~ 1964년 9월 30일    | 월요일 밤 9시 ~ 9시 40분 (40분) 화요일 ~ 수요일 밤 9시 ~ 9시 15분 (15분)                   |        |
| KBS 1TV   | 1964년 10월 1일 ~ 1964년 10월 9일    | 매주 평일 밤 9시 ~ 9시 30분 (30분)                                                         |        |
| KBS 1TV   | 1964년 10월 12일 ~ 1964년 10월 16일  | 월요일 밤 9시 ~ 9시 40분 (40분) 화요일 ~ 금요일 밤 9시 ~ 9시 25분 (25분)                   |        |
| KBS 1TV   | 1964년 10월 19일 ~ 1964년 11월 30일  | 매주 평일 밤 9시 ~ 9시 30분 (30분)                                                         |        |
| KBS 1TV   | 1964년 12월 1일 ~ 1964년 12월 18일   | 매주 평일 밤 9시 ~ 9시 20분 (20분)                                                         |        |
| KBS 1TV   | 1972년 10월 23일 ~ 1973년 6월 8일    | 매주 평일 밤 9시 ~ 9시 15분 (15분)                                                         |        |
| KBS 1TV   | 1970년 3월 2일 ~ 1970년 3월 13일     | 매주 평일 밤 9시 20분 ~ 9시 30분 (10분)                                                    |        |
| KBS 1TV   | 1970년 3월 16일 ~ 1970년 3월 27일    | 매주 평일 밤 9시 20분 ~ 9시 35분 (15분)                                                    |        |
| KBS 1TV   | 1970년 3월 30일 ~ 1970년 4월 3일     | 매주 평일 밤 9시 ~ 9시 35분 (35분)                                                         |        |
| KBS 1TV   | 1970년 4월 6일 ~ 1970년 4월 10일     | 매주 평일 밤 9시 30분 ~ 10시 5분 (35분)                                                    |        |
| KBS 1TV   | 1970년 6월 29일 ~ 1970년 7월 3일     | 매주 평일 밤 9시 40분 ~ 9시 50분 (10분)                                                    |        |
| KBS 1TV   | 1970년 8월 3일 ~ 1970년 11월 27일    | 매주 평일 밤 9시 30분 ~ 10시 (30분)                                                        |        |
| KBS 1TV   | 1970년 7월 27일 ~ 1970년 9월 25일    | 매주 평일 밤 9시 30분 ~ 10시 (30분)                                                        |        |
| KBS 1TV   | 1970년 4월 13일 ~ 1970년 7월 3일     | 매주 평일 밤 9시 40분 ~ 10시 10분 (30분)                                                   |        |
| KBS 1TV   | 1970년 7월 6일 ~ 1970년 7월 24일     | 매주 평일 밤 9시 40분 ~ 10시 (20분)                                                        |        |
| KBS 1TV   | 1970년 11월 30일 ~ 1970년 12월 31일  | 매주 평일 밤 9시 40분 ~ 10시 (20분)                                                        |        |
| KBS 1TV   | 1972년 1월 17일 ~ 1972년 5월 19일    | 매주 평일 밤 9시 40분 ~ 10시 (20분)                                                        |        |
| KBS 1TV   | 1973년 6월 11일 ~ 1973년 10월 5일    | 매주 평일 밤 9시 40분 ~ 10시 (20분)                                                        |        |
| KBS 1TV   | 1971년 1월 4일 ~ 1971년 4월 2일      | 매주 평일 밤 9시 40분 ~ 9시 55분 (15분)                                                    |        |
| KBS 1TV   | 1971년 4월 5일 ~ 1971년 5월 28일     | 매주 평일 밤 9시 ~ 9시 20분 (20분)                                                         |        |
| KBS 1TV   | 2014년 5월 19일 ~ 2014년 6월 5일     | 매주 평일 밤 9시 ~ 9시 20분 (20분)                                                         | [ 5 ]  |
| KBS 1TV   | 2017년 10월 2일 ~ 2017년 10월 9일    | 매주 평일 밤 9시 ~ 9시 20분 (20분)                                                         | [ 6 ]  |
| KBS 1TV   | 1971년 5월 31일 ~ 1971년 7월 30일    | 매주 평일 밤 9시 ~ 9시 30분 (30분)                                                         |        |
| KBS 1TV   | 1971년 8월 2일 ~ 1971년 10월 8일     | 매주 평일 밤 10시 ~ 10시 20분 (20분)                                                       |        |
| KBS 1TV   | 1971년 10월 11일 ~ 1972년 1월 14일   | 매주 평일 밤 9시 30분 ~ 9시 50분 (20분)                                                    |        |
| KBS 1TV   | 1972년 5월 22일 ~ 1972년 10월 20일   | 매주 평일 밤 9시 30분 ~ 9시 50분 (20분)                                                    |        |
| KBS 1TV   | 1973년 10월 8일 ~ 1973년 11월 9일    | 매주 평일 밤 9시 ~ 9시 30분 (30분)                                                         |        |
| KBS 1TV   | 1976년 4월 12일 ~ 1976년 10월 15일   | 매주 평일 밤 9시 ~ 9시 30분 (30분)                                                         |        |
| KBS 1TV   | 2018년 2월 12일                      | 매주 평일 밤 9시 ~ 9시 30분 (30분)                                                         |        |
| KBS 1TV   | 2018년 2월 14일 ~ 2018년 2월 16일    | 매주 평일 밤 9시 ~ 9시 30분 (30분)                                                         |        |
| KBS 1TV   | 1973년 11월 12일 ~ 1974년 3월 29일   | 매주 평일 밤 9시 ~ 9시 40분 (40분)                                                         |        |
| KBS 1TV   | 1974년 10월 1일 ~ 1975년 6월 6일     | 매주 평일 밤 9시 ~ 9시 40분 (40분)                                                         |        |
| KBS 1TV   | 1977년 4월 4일 ~ 1978년 12월 10일    | 매주 평일 밤 9시 ~ 9시 40분 (40분)                                                         |        |
| KBS 1TV   | 1984년 4월 2일 ~ 1985년 11월 15일    | 매주 평일 밤 9시 ~ 9시 40분 (40분)                                                         |        |
| KBS 1TV   | 1986년 6월 2일 ~ 1986년 10월 31일    | 매주 평일 밤 9시 ~ 9시 40분 (40분)                                                         |        |
| KBS 1TV   | 1991년 10월 7일 ~ 1992년 4월 3일     | 매주 평일 밤 9시 ~ 9시 40분 (40분)                                                         |        |
| KBS 1TV   | 2017년 9월 5일 ~ 2017년 9월 29일     | 매주 평일 밤 9시 ~ 9시 40분 (40분)                                                         |        |
| KBS 1TV   | 2017년 10월 10일 ~ 2018년 2월 2일    | 매주 평일 밤 9시 ~ 9시 40분 (40분)                                                         |        |
| KBS 1TV   | 2018년 2월 19일 ~ 2018년 3월 13일    | 매주 평일 밤 9시 ~ 9시 40분 (40분)                                                         |        |
| KBS 1TV   | 1974년 4월 1일 ~ 1974년 3월 29일     | 매주 평일 밤 10시 ~ 10시 30분 (30분)                                                       |        |
| KBS 1TV   | 1976년 1월 12일 ~ 1976년 4월 9일     | 매주 평일 밤 10시 ~ 10시 30분 (30분)                                                       |        |
| KBS 1TV   | 1975년 6월 9일 ~ 1975년 10월 3일     | 매주 평일 밤 9시 ~ 9시 30분 (30분)                                                         |        |
| KBS 1TV   | 1975년 10월 6일 ~ 1975년 10월 17일   | 매주 평일 밤 9시 30분 ~ 10시 10분 (40분)                                                   |        |
| KBS 1TV   | 1975년 10월 20일 ~ 1976년 1월 9일    | 매주 평일 밤 9시 30분 ~ 10시 20분 (50분)                                                   |        |
| KBS 1TV   | 1976년 10월 18일 ~ 1977년 4월 1일    | 매주 평일 밤 9시 ~ 9시 35분 (35분)                                                         |        |
| KBS 1TV   | 1978년 12월 13일 ~ 1979년 11월 9일   | 매주 평일 밤 9시 ~ 9시 35분 (35분)                                                         |        |
| KBS 1TV   | 1983년 4월 18일 ~ 1984년 3월 30일    | 매주 평일 밤 9시 ~ 9시 35분 (35분)                                                         |        |
| KBS 1TV   | 1979년 11월 12일 ~ 1980년 3월 28일   | 매주 평일 밤 9시 ~ 9시 45분 (45분)                                                         |        |
| KBS 1TV   | 1980년 3월 31일 ~ 1983년 4월 15일    | 매주 평일 밤 9시 ~ 9시 45분 (45분)                                                         |        |
| KBS 1TV   | 1985년 11월 18일 ~ 1986년 5월 30일   | 매주 평일 밤 9시 ~ 9시 45분 (45분)                                                         |        |
| KBS 1TV   | 1987년 2월 23일 ~ 1988년 4월 29일    | 매주 평일 밤 9시 ~ 9시 45분 (45분)                                                         |        |
| KBS 1TV   | 1990년 3월 5일 ~ 1991년 10월 4일     | 매주 평일 밤 9시 ~ 9시 45분 (45분)                                                         |        |
| KBS 1TV   | 1992년 4월 6일 ~ 1993년 4월 30일     | 매주 평일 밤 9시 ~ 9시 45분 (45분)                                                         |        |
| KBS 1TV   | 1993년 5월 3일 ~ 1995년 2월 17일     | 매주 평일 밤 9시 ~ 9시 45분 (45분)                                                         |        |
| KBS 1TV   | 1995년 5월 1일 ~ 1999년 12월 21일    | 매주 평일 밤 9시 ~ 9시 45분 (45분)                                                         |        |
| KBS 1TV   | 1986년 11월 3일 ~ 1987년 2월 20일    | 매주 월요일, 수요일 ~ 금요일 밤 9시 ~ 9시 45분 (45분) 매주 화요일 밤 9시 ~ 9시 50분 (50분) |        |
| KBS 1TV   | 1988년 5월 2일 ~ 1990년 3월 2일      | 매주 평일 밤 9시 ~ 9시 50분 (50분)                                                         |        |
| KBS 1TV   | 1995년 2월 20일 ~ 1995년 4월 28일    | 매주 평일 밤 9시 ~ 9시 50분 (50분)                                                         |        |
| KBS 1TV   | 2018년 2월 5일 ~ 8일, 13일           | 매주 평일 밤 9시 ~ 9시 50분 (50분)                                                         |        |
| KBS 1TV   | 2018년 3월 15일 ~ 2018년 4월 5일     | 매주 평일 밤 9시 ~ 9시 50분 (50분)                                                         |        |
| KBS 1TV   | 1999년 12월 22일 ~ 2011년 5월 16일   | 매주 평일 밤 9시 ~ 10시 (60분)                                                             |        |
| KBS 1TV   | 2011년 3월 14일 ~ 2011년 3월 18일    | 매주 평일 밤 9시 ~ 10시 (60분)                                                             | [ 7 ]  |
| KBS 1TV   | 2014년 6월 6일 ~ 2017년 9월 4일      | 매주 평일 밤 9시 ~ 10시 (60분)                                                             | [ 8 ]  |
| KBS 1TV   | 2018년 3월 14일, 4월 9일 ~ 12월 31일 | 매주 평일 밤 9시 ~ 10시 (60분)                                                             | [ 9 ]  |
| KBS 1TV   | 2019년 4월 15일 ~ 현재               | 매주 평일 밤 9시 ~ 10시 (60분)                                                             |        |
| KBS 1TV   | 2017년 9월 5일 ~ 2017년 9월 29일     | 매주 평일 밤 9시 ~ 9시 40분(40분)                                                          | [ 10 ] |
| KBS 1TV   | 2017년 10월 10일 ~ 2018년 2월 2일    | 매주 평일 밤 9시 ~ 9시 40분(40분)                                                          | [ 10 ] |
| KBS 1TV   | 2018년 2월 19일 ~ 2018년 3월 13일    | 매주 평일 밤 9시 ~ 9시 40분(40분)                                                          | [ 10 ] |
| KBS 1TV   | 2019년 1월 1일 ~ 4월 12일            | 매주 월요일 ~ 목요일 밤 9시 ~ 9시 55분 (55분) 매주 금요일 밤 9시 ~ 10시 (60분)             | [ 12 ] |

### 주말
| 방송 채널 | 방송 기간                           | 방송 시간                                                                  | 비고   |
| --------- | ----------------------------------- | -------------------------------------------------------------------------- | ------ |
| KBS 1TV   | 1964년 7월 11일 ~ 1965년 8월 30일   | 매주 주말 밤 9시 ~ 9시 30분 (30분) 매주 주말 밤 9시 30분 ~ 9시 45분 (15분) |        |
| KBS 1TV   | 1964년 9월 5일 ~ 1964년 9월 13일    | 매주 주말 밤 9시 ~ 9시 40분 (40분)                                         |        |
| KBS 1TV   | 1964년 9월 19일 ~ 1964년 9월 27일   | 매주 주말 밤 9시 ~ 9시 30분 (30분)                                         |        |
| KBS 1TV   | 1964년 10월 24일 ~ 1964년 11월 29일 | 매주 주말 밤 9시 ~ 9시 30분 (30분)                                         |        |
| KBS 1TV   | 1964년 10월 3일 ~ 1964년 10월 18일  | 매주 주말 밤 9시 ~ 9시 25분 (25분)                                         |        |
| KBS 1TV   | 1964년 12월 5일 ~ 1964년 12월 13일  | 매주 주말 밤 9시 ~ 9시 15분 (15분)                                         |        |
| KBS 1TV   | 1965년 1월 2일 ~ 1965년 2월 21일    | 매주 주말 밤 9시 ~ 9시 15분 (15분)                                         |        |
| KBS 1TV   | 1964년 12월 19일 ~ 1965년 12월 27일 | 매주 주말 밤 9시 ~ 9시 12분 (12분)                                         |        |
| KBS 1TV   | 1973년 6월 16일 ~ 1973년 8월 5일    | 매주 주말 밤 9시 ~ 9시 30분 (30분)                                         |        |
| KBS 1TV   | 1975년 2월 1일 ~ 1975년 10월 5일    | 매주 주말 밤 9시 ~ 9시 30분 (30분)                                         |        |
| KBS 1TV   | 1976년 4월 17일 ~ 1980년 9월 14일   | 매주 주말 밤 9시 ~ 9시 30분 (30분)                                         |        |
| KBS 1TV   | 1990년 3월 10일 ~ 1991년 5월 19일   | 매주 주말 밤 9시 ~ 9시 30분 (30분)                                         |        |
| KBS 1TV   | 1993년 5월 1일 ~ 1994년 4월 30일    | 매주 주말 밤 9시 ~ 9시 30분 (30분)                                         |        |
| KBS 1TV   | 1996년 5월 18일 ~ 1998년 10월 11일  | 매주 주말 밤 9시 ~ 9시 30분 (30분)                                         |        |
| KBS 1TV   | 2003년 6월 28일 ~ 2007년 4월 22일   | 매주 주말 밤 9시 ~ 9시 30분 (30분)                                         |        |
| KBS 1TV   | 2018년 2월 11일 ~ 2018년 4월 8일    | 매주 주말 밤 9시 ~ 9시 30분 (30분)                                         |        |
| KBS 1TV   | 2025년 7월 12일 ~ 현재              | 매주 주말 밤 9시 ~ 9시 30분 (30분)                                         |        |
| KBS 1TV   | 1975년 10월 11일 ~ 1976년 1월 18일  | 매주 주말 밤 9시 30분 ~ 10시 (30분)                                        |        |
| KBS 1TV   | 1977년 4월 9일 ~ 1980년 8월 31일    | 매주 주말 밤 9시 30분 ~ 10시 (30분)                                        |        |
| KBS 1TV   | 1976년 1월 24일 ~ 1976년 4월 11일   | 매주 주말 밤 10시 ~ 10시 30분 (30분) 매주 주말 밤 9시 ~ 9시 30분 (30분)    |        |
| KBS 1TV   | 1976년 10월 30일 ~ 1977년 4월 3일   | 매주 주말 밤 9시 ~ 9시 30분 (30분) 매주 주말 밤 9시 ~ 9시 25분 (25분)      |        |
| KBS 1TV   | 1980년 9월 6일 ~ 1980년 11월 30일   | 매주 주말 밤 9시 ~ 9시 30분 (30분)                                         |        |
| KBS 1TV   | 1982년 3월 6일 ~ 1988년 4월 30일    | 매주 주말 밤 9시 ~ 9시 30분 (30분)                                         |        |
| KBS 1TV   | 1991년 5월 25일 ~ 1992년 4월 5일    | 매주 주말 밤 9시 ~ 9시 30분 (30분)                                         |        |
| KBS 1TV   | 1981년 8월 1일 ~ 1982년 2월 28일    | 매주 주말 밤 9시 ~ 9시 25분 (25분)                                         |        |
| KBS 1TV   | 1988년 5월 1일 ~ 1988년 7월 10일    | 매주 주말 밤 9시 ~ 9시 50분 (50분)                                         |        |
| KBS 1TV   | 1988년 7월 16일 ~ 1990년 3월 4일    | 매주 주말 밤 9시 ~ 9시 25분 (25분) 매주 주말 밤 9시 ~ 9시 50분 (50분)      |        |
| KBS 1TV   | 1992년 4월 11일 ~ 1992년 10월 4일   | 매주 주말 밤 9시 ~ 9시 40분 (40분) 매주 주말 밤 9시 ~ 9시 20분 (20분)      | [ 13 ] |
| KBS 1TV   | 1992년 10월 10일 ~ 1993년 4월 24일  | 매주 토요일 밤 9시 ~ 9시 40분 (40분)                                       |        |
| KBS 1TV   | 1995년 10월 7일 ~ 1996년 5월 12일   | 매주 주말 밤 9시 ~ 9시 35분 (35분)                                         |        |
| KBS 1TV   | 1998년 10월 17일 ~ 1999년 5월 23일  | 매주 주말 밤 9시 ~ 9시 35분 (35분)                                         |        |
| KBS 1TV   | 1994년 5월 1일 ~ 1995년 10월 1일    | 매주 주말 밤 9시 ~ 9시 40분 (40분)                                         |        |
| KBS 1TV   | 1999년 5월 29일 ~ 1999년 9월 12일   | 매주 주말 밤 9시 ~ 9시 40분 (40분)                                         |        |
| KBS 1TV   | 2007년 4월 28일 ~ 2011년 3월 5일    | 매주 주말 밤 9시 ~ 9시 40분 (40분)                                         |        |
| KBS 1TV   | 2011년 3월 26일 ~ 2014년 5월 18일   | 매주 주말 밤 9시 ~ 9시 40분 (40분)                                         |        |
| KBS 1TV   | 2014년 6월 7일 ~ 2017년 9월 3일     | 매주 주말 밤 9시 ~ 9시 40분 (40분)                                         |        |
| KBS 1TV   | 2018년 4월 14일 ~ 2025년 7월 6일    | 매주 주말 밤 9시 ~ 9시 40분 (40분)                                         |        |
| KBS 1TV   | 1999년 9월 18일 ~ 1999년 12월 12일  | 매주 주말 밤 9시 ~ 9시 45분 (45분)                                         |        |
| KBS 1TV   | 2000년 1월 1일 ~ 2000년 1월 2일     | 매주 주말 밤 9시 ~ 9시 45분 (45분)                                         |        |
| KBS 1TV   | 2000년 5월 6일 ~ 2003년 6월 22일    | 매주 주말 밤 9시 ~ 9시 45분 (45분)                                         |        |
| KBS 1TV   | 1999년 12월 18일 ~ 1999년 12월 19일 | 매주 주말 밤 9시 ~ 9시 45분 (45분)                                         |        |
| KBS 1TV   | 1999년 12월 18일 ~ 1999년 12월 19일 | 매주 주말 밤 9시 ~ 9시 40분 (40분)                                         |        |
| KBS 1TV   | 1999년 12월 25일 ~ 1999년 12월 26일 | 매주 주말 밤 9시 ~ 9시 50분 (50분)                                         |        |
| KBS 1TV   | 1999년 12월 25일 ~ 1999년 12월 26일 | 매주 주말 밤 9시 ~ 9시 40분 (40분)                                         |        |
| KBS 1TV   | 2000년 1월 8일 ~ 2000년 4월 30일    | 매주 주말 밤 9시 ~ 9시 50분 (50분)                                         |        |
| KBS 1TV   | 2011년 3월 12일 ~ 2011년 3월 20일   | 매주 주말 밤 9시 ~ 10시 (60분)                                             | [ 7 ]  |
| KBS 1TV   | 2014년 5월 24일 ~ 2014년 6월 2일    | 매주 주말 밤 9시 ~ 9시 20분 (20분)                                         |        |
| KBS 1TV   | 2017년 9월 23일 ~ 2018년 2월 11일   | 매주 주말 밤 9시 ~ 9시 20분 (20분)                                         | [ 14 ] |
| KBS 1TV   | 2017년 9월 9일 ~ 2017년 9월 17일    | 매주 주말 밤 9시 ~ 9시 25분 (25분)                                         |        |

## 앵커

### 평일
| 대수 | 진행자    | 진행자    | 진행 기간                                      | 비고                        |
| 대수 | 남성      | 여성      | 진행 기간                                      | 비고                        |
| ---- | --------- | --------- | ---------------------------------------------- | --------------------------- |
| 1대  | 故 김택환 | 빈칸      | 1977년 12월 15일 ~ 1979년 11월 8일             |                             |
| 2대  | 김학영    | 이병혜    | 1979년 11월 9일 ~ 1980년 8월 31일              |                             |
| 3대  | 김광일    | 이병혜    | 1980년 9월 1일 ~ 1981년 4월 30일               |                             |
| 4대  | 최동호    | 신은경    | 1981년 5월 1일 ~ 1986년 2월 23일               |                             |
| 5대  | 최동호    | 신은경    | 1984년 10월 29일 ~ 1986년 2월 23일             |                             |
| 6대  | 김광일    | 신은경    | 1986년 2월 24일 ~ 1986년 11월 2일              |                             |
| 7대  | 박성범    | 신은경    | 1986년 11월 3일 ~ 1987년 2월 28일              | [ 15 ]                      |
| 8대  | 박성범    | 윤금자    | 1987년 3월 1일 ~ 1987년 7월 31일               |                             |
| 9대  | 박성범    | 故 정미홍 | 1987년 8월 1일 ~ 1987년 12월 31일              |                             |
| 10대 | 박성범    | 이규원    | 1988년 1월 1일 ~ 1990년 4월 12일               |                             |
| 11대 | 양휘부    | 이규원    | 1990년 4월 13일 ~ 1990년 6월 3일               |                             |
| 12대 | 박성범    | 이규원    | 1990년 6월 4일 ~ 1991년 12월 2일               | [ 16 ] [ 17 ]               |
| 13대 | 박대석    | 이규원    | 1991년 12월 3일 ~ 1992년 4월 4일               |                             |
| 14대 | 박대석    | 유정아    | 1992년 4월 6일 ~ 1992년 10월 3일               |                             |
| 15대 | 故 류근찬 | 유정아    | 1992년 10월 5일 ~ 1993년 4월 30일              |                             |
| 16대 | 최동호    | 홍지수    | 1993년 5월 1일 ~ 1993년 7월 4일 1994년 1월 1일 | [ 19 ]                      |
| 17대 | 이윤성    | 홍지수    | 1993년 7월 5일 ~ 1993년 10월 17일              |                             |
| 18대 | 이윤성    | 이규원    | 1993년 10월 18일 ~ 1994년 10월 9일             | [ 20 ]                      |
| 19대 | 이윤성    | 황현정    | 1994년 10월 10일 ~ 1995년 5월 20일             |                             |
| 20대 | 故 류근찬 | 황현정    | 1995년 5월 22일 ~ 1997년 3월 2일               | [ 21 ]                      |
| 21대 | 故 류근찬 | 황수경    | 1997년 3월 3일 ~ 1998년 3월 1일                | [ 22 ] [ 23 ]               |
| 22대 | 길종섭    | 황수경    | 1998년 3월 2일 ~ 1998년 8월 30일               | [ 24 ]                      |
| 23대 | 김종진    | 황수경    | 1998년 8월 31일 ~ 1998년 10월 11일             | [ 25 ] [ 26 ]               |
| 24대 | 김종진    | 황현정    | 1998년 10월 12일 ~ 2001년 11월 4일             | [ 27 ] [ 28 ] [ 29 ]        |
| 25대 | 김종진    | 정세진    | 2001년 11월 5일 ~ 2002년 3월 4일               | [ 30 ]                      |
| 16대 | 홍기섭    | 정세진    | 2002년 3월 5일 ~ 2006년 12월 31일              |                             |
| 17대 | 홍기섭    | 김경란    | 2007년 1월 1일 ~ 2008년 11월 16일              | [ 31 ] [ 32 ]               |
| 18대 | 박영환    | 조수빈    | 2008년 11월 17일 ~ 2010년 12월 31일            | [ 34 ] [ 35 ] [ 36 ]        |
| 19대 | 민경욱    | 조수빈    | 2011년 1월 1일 ~ 2012년 7월 15일               | [ 37 ] [ 38 ]               |
| 20대 | 민경욱    | 이현주    | 2012년 7월 16일 ~ 2013년 10월 18일             | [ 39 ]                      |
| 21대 | 최영철    | 이현주    | 2013년 10월 21일 ~ 2014년 12월 31일            | [ 40 ]                      |
| 22대 | 황상무    | 김민정    | 2015년 1월 1일 ~ 2018년 4월 15일               | [ 41 ] [ 42 ] [ 43 ] [ 44 ] |
| 23대 | 김철민    | 김솔희    | 2018년 4월 16일 ~ 2018년 12월 31일             | [ 45 ] [ 46 ]               |
| 24대 | 엄경철    | 이각경    | 2019년 1월 1일 ~ 2019년 11월 24일              | [ 48 ] [ 49 ]               |
| 25대 | 최동석    | 이소정    | 2019년 11월 25일 ~ 2020년 6월 28일             | [ 50 ]                      |
| 26대 | 박노원    | 이소정    | 2020년 6월 29일 ~ 2021년 6월 13일              | [ 51 ]                      |
| 27대 | 이영호    | 이소정    | 2021년 6월 14일 ~ 2023년 11월 12일             | [ 53 ]                      |
| 28대 | 박장범    | 박지원    | 2023년 11월 13일 ~ 2024년 10월 20일            | [ 56 ] [ 57 ] [ 58 ]        |
| 29대 | 최문종    | 박지원    | 2024년 11월 4일 ~ 현재                         | [ 59 ] [ 60 ]               |

### 주말
| 대수 | 진행자    | 진행자 | 진행 기간                           | 비고                                    |
| 대수 | 남성      | 여성   | 진행 기간                           | 비고                                    |
| ---- | --------- | ------ | ----------------------------------- | --------------------------------------- |
| 1대  | 빈칸      | 신은경 | 1986년 11월 3일 ~ 1991년 10월 6일   |                                         |
| 2대  | 김홍      | 신은경 | 1991년 10월 12일 ~ 1992년 4월 4일   |                                         |
| 3대  | 빈칸      | 신은경 | 1992년 4월 6일 ~ 1992년 8월 30일    |                                         |
| 4대  | 조순용    | 빈칸   | 1992년 8월 31일 ~ 1992년 10월 4일   |                                         |
| 5대  | 故 류근찬 | 유정아 | 1992년 10월 5일 ~ 1993년 4월 30일   |                                         |
| 6대  | 윤덕수    | 공정민 | 1993년 5월 1일 ~ 1993년 10월 17일   | [ 61 ]                                  |
| 7대  | 김종진    | 김명숙 | 1993년 10월 18일 ~ 1993년 11월 30일 |                                         |
| 8대  | 김종진    | 홍영숙 | 1993년 12월 1일 ~ 1994년 2월 13일   | [ 62 ]                                  |
| 9대  | 김광일    | 오영실 | 1994년 2월 14일 ~ 1994년 4월 30일   |                                         |
| 10대 | 김광일    | 공정민 | 1994년 5월 1일 ~ 1994년 11월 13일   | [ 63 ]                                  |
| 11대 | 김종진    | 공정민 | 1994년 11월 14일 ~ 1995년 1월 8일   | [ 64 ] [ 65 ]                           |
| 12대 | 김종진    | 오영실 | 1995년 1월 14일 ~ 1995년 2월 19일   | [ 66 ] [ 67 ]                           |
| 13대 | 이윤성    | 황현정 | 1995년 2월 20일 ~ 1995년 5월 20일   | [ 68 ]                                  |
| 14대 | 故 류근찬 | 황현정 | 1995년 5월 22일 ~ 1997년 3월 2일    | [ 69 ]                                  |
| 15대 | 故 류근찬 | 황수경 | 1997년 3월 3일 ~ 1998년 3월 1일     |                                         |
| 16대 | 김종진    | 공정민 | 1998년 3월 2일 ~ 1998년 9월 13일    | [ 70 ]                                  |
| 17대 | 김종진    | 황수경 | 1998년 9월 14일 ~ 1998년 10월 11일  | [ 71 ]                                  |
| 18대 | 김종진    | 황현정 | 1998년 10월 12일 ~ 1999년 5월 23일  | [ 72 ] [ 73 ]                           |
| 19대 | 백운기    | 윤소희 | 1999년 5월 24일 ~ 1999년 10월 17일  |                                         |
| 20대 | 김정훈    | 정세진 | 1999년 10월 18일 ~ 2000년 4월 30일  |                                         |
| 21대 | 조재익    | 정세진 | 2000년 5월 1일 ~ 2000년 10월 8일    | [ 74 ] [ 75 ]                           |
| 22대 | 이선재    | 정세진 | 2000년 10월 9일 ~ 2001년 2월 11일   |                                         |
| 23대 | 황상무    | 정세진 | 2001년 2월 12일 ~ 2001년 11월 4일   | [ 76 ]                                  |
| 24대 | 황상무    | 손미나 | 2001년 11월 5일 ~ 2002년 3월 3일    | [ 77 ]                                  |
| 25대 | 김철민    | 손미나 | 2002년 3월 4일 ~ 2003년 6월 22일    | [ 78 ] [ 79 ]                           |
| 26대 | 김철민    | 노현정 | 2003년 6월 23일 ~ 2003년 11월 2일   |                                         |
| 27대 | 임장원    | 노현정 | 2003년 11월 3일 ~ 2003년 12월 14일  |                                         |
| 28대 | 임장원    | 최원정 | 2003년 12월 15일 ~ 2007년 3월 4일   | [ 80 ] [ 81 ] [ 82 ]                    |
| 29대 | 임장원    | 지승현 | 2007년 3월 5일 ~ 2008년 2월 3일     | [ 83 ] [ 84 ]                           |
| 30대 | 임장원    | 김윤지 | 2008년 2월 4일 ~ 2009년 4월 19일    | [ 85 ]                                  |
| 31대 | 박유한    | 김윤지 | 2009년 4월 20일 ~ 2010년 7월 11일   | [ 86 ]                                  |
| 32대 | 박유한    | 박지현 | 2010년 7월 12일 ~ 2010년 12월 31일  |                                         |
| 33대 | 이주한    | 박지현 | 2011년 1월 1일 ~ 2012년 6월 24일    | [ 88 ] [ 89 ] [ 90 ]                    |
| 34대 | 김도엽    | 김진희 | 2013년 4월 13일 ~ 2013년 10월 21일  |                                         |
| 35대 | 최문종    | 장수연 | 2013년 10월 27일 ~ 2014년 12월 28일 | [ 93 ] [ 94 ]                           |
| 36대 | 최문종    | 김윤지 | 2015년 1월 3일 ~ 2015년 9월 27일    | [ 95 ] [ 96 ]                           |
| 37대 | 최문종    | 엄지인 | 2015년 10월 3일 ~ 2016년 4월 24일   |                                         |
| 38대 | 송영석    | 이슬기 | 2016년 4월 30일 ~ 2018년 4월 15일   | [ 100 ] [ 101 ] [ 102 ] [ 103 ] [ 104 ] |
| 39대 | 한승연    | 김지원 | 2018년 4월 21일 ~ 2018년 12월 31일  |                                         |
| 40대 | 김태욱    | 박소현 | 2019년 1월 1일 ~ 2019년 11월 24일   | [ 106 ]                                 |
| 41대 | 정연욱    | 박지원 | 2019년 11월 25일 ~ 2021년 6월 13일  | [ 108 ]                                 |
| 42대 | 이재석    | 박지원 | 2021년 6월 14일 ~ 2023년 4월 23일   | [ 109 ]                                 |
| 43대 | 박주경    | 박지원 | 2023년 4월 24일 ~ 2023년 11월 12일  | [ 110 ]                                 |
| 44대 | 김현경    | 박소현 | 2023년 11월 13일 ~ 2025년 3월 9일   | [ 113 ] [ 114 ] [ 115 ]                 |
| 45대 | 빈칸      | 이윤희 | 2025년 3월 15일 ~ 현재              |                                         |

## 기상 캐스터

### 평일
- 강아랑 KBS 기상 캐스터

### 주말
- 최현미 KBS 기상 캐스터

## 코너

### 방영 코너

#### 평일
| 코너명                | 진행자                       | 비고    |
| --------------------- | ---------------------------- | ------- |
| '제'대로 '보'겠습니다 |                              |         |
| 현장 K                |                              |         |
| KBS 스포츠 9          | 이윤정 아나운서              |         |
| KBS 날씨              | 강아랑 기상 캐스터           | [ 116 ] |
| 클로징                | 최문종 기자, 박지원 아나운서 |         |

#### '제'대로 '보'겠습니다
제보 뉴스 코너.

#### 현장 K
현장 취재 코너.

#### KBS 날씨
기상 정보 코너.

#### 주말
| 코너명                | 진행자             | 비고 |
| --------------------- | ------------------ | ---- |
| '제'대로 '보'겠습니다 |                    |      |
| 현장 K                |                    |      |
| 주말 & 문화           |                    |      |
| KBS 스포츠 9          | 김종현 아나운서    |      |
| KBS 날씨              | 최현미 기상 캐스터 |      |
| 클로징                | 이윤희 기자        |      |

#### '제'대로 '보'겠습니다
제보 뉴스 코너.

#### 현장 K
현장 취재 코너.

#### 주말 & 문화
문화 뉴스 코너.

#### KBS 날씨
기상 정보 코너.

### 종영 코너

#### 평일
| 코너명           | 진행자          | 비고 |
| ---------------- | --------------- | ---- |
| KBS 뉴스 9 예고  | 박지원 아나운서 |      |
| 오늘의 주요 뉴스 |                 |      |
| 이슈 & 뉴스      |                 |      |
| 집중 진단        |                 |      |
| 심층 취재        |                 |      |
| 지금 세계는      |                 |      |
| 앵커의 눈        |                 |      |
| 끈질긴 K         |                 |      |
| 탐사 K           |                 |      |
| 이슈 집중        |                 |      |
| 뉴스 줌          |                 |      |

#### 주말
| 코너명           | 진행자                                                        | 비고    |
| ---------------- | ------------------------------------------------------------- | ------- |
| KBS 뉴스 9 예고  | 박소현 아나운서                                               |         |
| 오늘의 주요 뉴스 |                                                               |         |
| 집중 진단        |                                                               |         |
| 심층 취재        |                                                               |         |
| 자연과 인간      |                                                               | [ 117 ] |
| 주말엔 전문 K    | 김세현 기상전문기자, 백인성 법조전문기자, 이은정 과학전문기자 |         |
| 경제 대기권      | 박대기 기자                                                   |         |
| 앵커 人          |                                                               |         |

## 시청률
| 20.0% | 20.7% | 20.9% | 19.8% | 17.3% | 17.0% | 18.5% | 18.9% | 15.8% | 17.3% | 18.3% | 10.9% |

## 역대 스튜디오
1970년대 당시 텔레비전 방송에서는 회색 또는 파란색 계열의 단색 배경이 주로 사용되었으며, 방송 프로그램의 로고는 화면 좌측 또는 우측 상단에 고정된 형태로 표시되었다. 이는 기술적 한계와 단순한 디자인 관념이 지배적이었던 당시의 방송 환경을 잘 보여주는 특징이라 할 수 있다.
1980년 12월 1일 컬러 방송의 본격적인 도입은 텔레비전 스튜디오에 있어 기술적·시각적으로 중대한 전환점을 의미하였다. 흑백 중심의 단조로운 환경에서 벗어나 현대적이고 세련된 디자인 요소와 첨단 기술이 도입되면서, 스튜디오의 구성과 연출 방식 전반에 걸쳐 혁신이 이루어졌다.
1984년 7월부터는 KBS 보도센터 스튜디오에서 뉴스가 진행되었으며, 1997년 1월 7일부터 뉴스센터 스튜디오가 사용되기 시작하였다. 그러나 1998년 5월 4일부터는 다시 KBS 보도국 스튜디오로 복귀하여 뉴스를 진행하였고, 1999년 12월 22일부터 별도로 구축된 뉴스센터 스튜디오가 정식으로 운영되면서, 보다 체계적이고 전문화된 뉴스 전달 체계가 본격적으로 마련되었다.
2008년 3월 31일부터 뉴스센터 스튜디오의 리모델링 공사가 진행됨에 따라, 일시적으로 KBS 보도국 내부 스튜디오에서 뉴스가 다시 진행되었으며, 같은 해 8월 11일에는 뉴스센터가 DLP 스크린을 기반으로 한 디지털 스튜디오로 새롭게 탈바꿈하였다.
2019년에 이어, 2023년 3월 3일부터는 NS-2 및 NS-3 뉴스 스튜디오가 새롭게 탈바꿈하며 개편이 이루어졌다.

## 시그널 변천사
1970년대부터 1992년까지는 기존의 시그널 음악이 사용되었으나, 1992년 10월 15일부터 새로운 형태의 시그널 음악이 도입되어 방송에 적용되기 시작하였다. 이후 이 시그널은 여러 차례의 변화를 거쳤으며, 2008년 8월 11일에는 본격적인 리메이크를 통해 새롭게 제작되었다. 해당 버전은 2018년 12월 31일까지 사용되었고, 2009년 1월 1일부터 작곡가 윤상이 제작한 개편된 시그널 음악이 도입되었으며, 이는 기존과는 차별화된 현대적인 음향 구성을 반영하였다.
2024년 신년을 기점으로 시그널 음악은 여러 차례 1992년 및 2008년 버전의 구성으로 회귀하려는 시도가 있었으나, 이는 MBC 뉴스데스크의 시그널 오프닝처럼 단지 유사한 분위기만을 담고 있었을 뿐, 리메이크의 완성도 측면에서는 미흡하여 원본과 동일한 형태라고 보기는 어려웠다. 그러나 2025년 2월 4일부터는 시그널 음악이 2008년에 사용되었던 버전으로 되돌아가, 이전의 유사한 시도들과는 달리 원래의 구성과 분위기를 보다 충실하게 반영한 형태로 방송에 적용되었다. 이는 마치 MBC 뉴스데스크 오프닝이 과거의 버전을 거의 그대로 계승한 것과 유사한 방식이라 할 수 있다.

## 타이틀 변천사
현재 타이틀은 1995년 9월 4일부터를 기준으로 한다.
| 기수 | 프로그램 타이틀                          | 방송 기간                          |
| ---- | ---------------------------------------- | ---------------------------------- |
| 1기  | KBS 뉴스                                 | 1962년 1월 15일 ~ 1963년 일자 미상 |
| 2기  | KBS 뉴스                                 | 1964년 8월 31일 ~ 1968년 7월 7일   |
| 3기  | 매일 : KBS 9 뉴스 매일 : KBS 뉴스와 해설 | 1968년 7월 8일 ~ 1968년 11월 24일  |
| 4기  | KBS 뉴스와 해설                          | 1968년 11월 25일 ~ 1969년 2월 16일 |
| 5기  | KBS 뉴스                                 | 1970년 1월 5일 ~ 1973년 4월 15일   |
| 6기  | KBS 뉴스와 해설                          | 1973년 4월 16일 ~ 1973년 6월 10일  |
| 7기  | KBS 종합뉴스                             | 1973년 6월 11일 ~ 1977년 10월 23일 |
| 8기  | KBS 9 뉴스                               | 1977년 10월 24일 ~ 1980년 9월 21일 |
| 9기  | KBS 9 뉴스 KBS 뉴스파노라마              | 1980년 9월 22일 ~ 1980년 11월 16일 |
| 10기 | KBS 9 뉴스 KBS 토요뉴스 KBS 뉴스파노라마 | 1980년 11월 17일 ~ 1981년 7월 26일 |
| 11기 | KBS 9 뉴스 KBS 뉴스파노라마              | 1981년 7월 27일 ~ 1984년 10월 28일 |
| 12기 | KBS 뉴스센터 9 KBS 뉴스파노라마          | 1984년 10월 29일 ~ 1986년 11월 2일 |
| 13기 | KBS 9시 뉴스 KBS 뉴스파노라마            | 1986년 11월 3일 ~ 1987년 2월 22일  |
| 14기 | KBS 9시 뉴스                             | 1987년 2월 23일 ~ 1988년 2월 29일  |
| 15기 | KBS 9 뉴스                               | 1988년 3월 1일 ~ 1990년 12월 31일  |
| 16기 | KBS 9                                    | 1991년 1월 1일 ~ 1991년 5월 19일   |
| 17기 | KBS 9 KBS 일요 9                         | 1991년 5월 20일 ~ 1992년 4월 5일   |
| 18기 | KBS 뉴스 9 현장 KBS 9                    | 1992년 4월 6일 ~ 1992년 10월 4일   |
| 19기 | KBS 9 뉴스현장 KBS 9 일요현장            | 1992년 10월 5일 ~ 1993년 4월 30일  |
| 20기 | KBS 뉴스                                 | 1993년 5월 1일 ~ 1993년 10월 17일  |
| 21기 | KBS 뉴스 9                               | 1993년 10월 18일 ~ 1995년 2월 19일 |
| 22기 | KBS 뉴스 9 KBS 뉴스 9 일요와이드         | 1995년 2월 20일 ~ 1995년 9월 3일   |
| 23기 | KBS 뉴스 9                               | 1995년 9월 4일 ~ 현재              |

## 로고 변천사

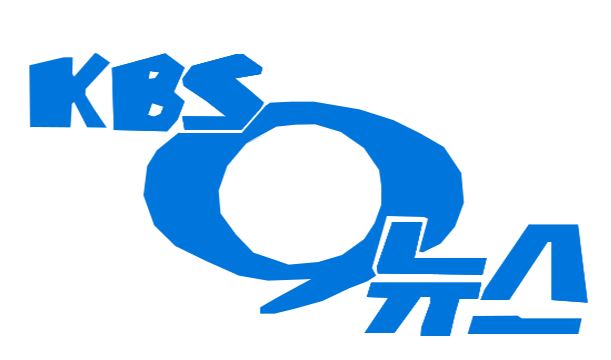
1980년 ~ 1984년 10월
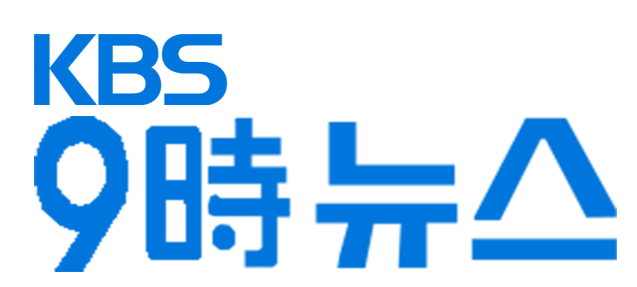
1986년 11월 3일 ~ 1987년 10월 11일
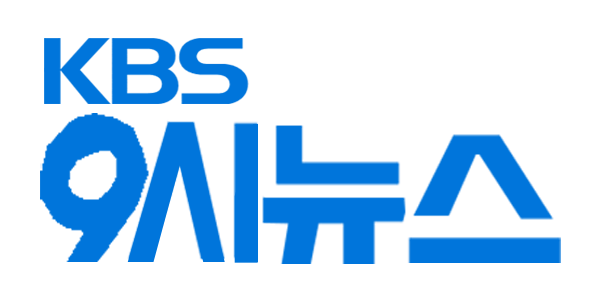
1987년 10월 12일 ~ 1988년 2월 29일
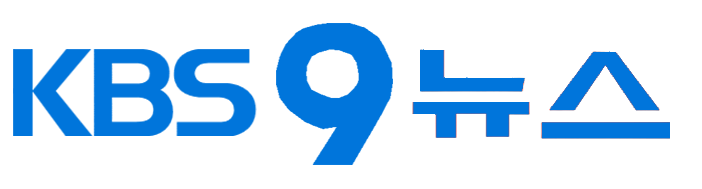
1988년 3월 1일 ~ 1990년 12월 31일
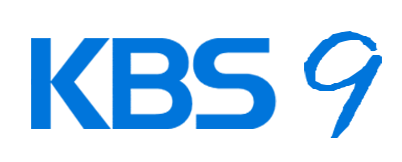
1991년 1월 1일 ~ 1992년 10월 4일
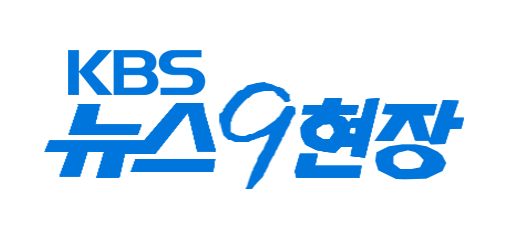
1992년 4월 6일 ~ 1992년 10월 4일
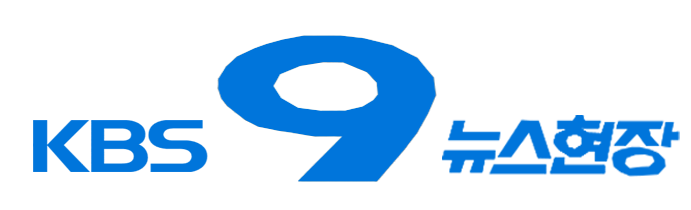
1992년 10월 5일 ~ 1993년 4월 30일
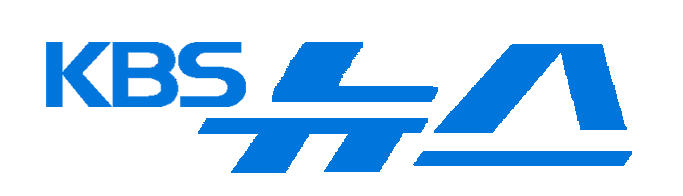
1993년 5월 1일 ~ 1993년 10월 17일
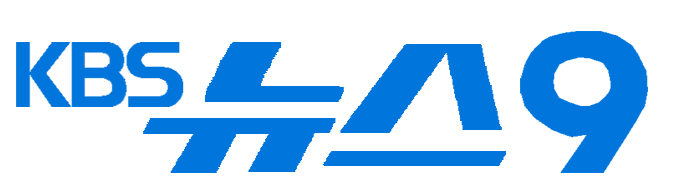
1993년 5월 1일 ~ 1999년 7월 4일
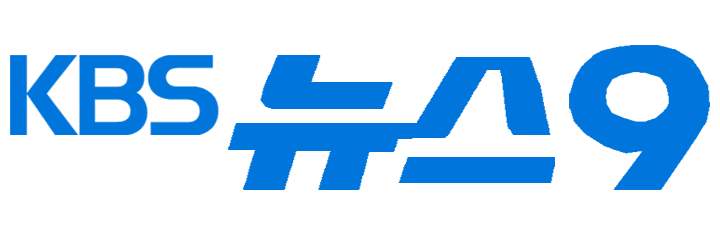
1999년 7월 5일 ~ 2010년 5월 9일
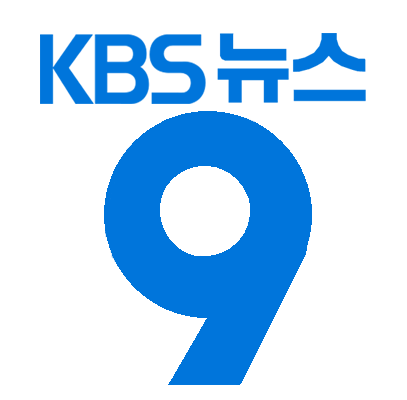
2019년 1월 1일 ~ 2019년 9월 1일
2019년 9월 2일 ~ 현재

## 지역 방송국 프로그램
- 평일 오후 9시 30분, 주말 오후 9시 10분부터 KBS1 로고 아래에 있는 뉴스 9라는 워터마크가 사라진 후 지역 뉴스를 방송·편성하지만 일부 지역에서는 워터마크가 생기기 전에 곧바로 지역 뉴스를 방송·편성한다.
- KBS 경인 1TV는 평일에만 지역 뉴스를 방송·편성하고 주말에는 본사 수중계로 뉴스를 방송한다.
- DMB TV에서는 편성하지 않는다.

| 방송 채널    | 방송 권역                          | 프로그램                  | 평일 진행자    | 주말 진행자 |
| ------------ | ---------------------------------- | ------------------------- | -------------- | ----------- |
| KBS 경인 1TV | 경기도 인천광역시                  | KBS 뉴스 9 경기·인천      | 이가회         | 본사 수중계 |
| KBS 춘천 1TV | 강원특별자치도                     | KBS 뉴스 9 강원           | 임채원         | 무작위      |
| KBS 강릉 1TV | 강원특별자치도                     | KBS 뉴스 9 강릉           | 이아인         | 춘천 수중계 |
| KBS 대전 1TV | 대전광역시 세종특별자치시 충청남도 | KBS 뉴스 9 대전·세종·충남 | 손지화, 황정환 | 무작위      |
| KBS 청주 1TV | 충청북도                           | KBS 뉴스 9 충북           | 양문석         | 무작위      |
| KBS 대구 1TV | 대구광역시 경상북도                | KBS 뉴스 9 대구·경북      | 김서현         | 무작위      |
| KBS 부산 1TV | 부산광역시                         | KBS 뉴스 9 부산           | 목지원         | 무작위      |
| KBS 창원 1TV | 경상남도                           | KBS 뉴스 9 경남           | 김민정         | 무작위      |
| KBS 울산 1TV | 울산광역시                         | KBS 뉴스 9 울산           | 가은혜         | 무작위      |
| KBS 광주 1TV | 광주광역시 전라남도                | KBS 뉴스 9 광주·전남      | 임정섭         | 서은혜      |
| KBS 전주 1TV | 전북특별자치도                     | KBS 뉴스 9 전북권         | 정민           | 무작위      |
| KBS 제주 1TV | 제주특별자치도                     | KBS 뉴스 9 제주           | 김미르         | 무작위      |

## 시보
| 시보주                        | 방송 기간                                   |
| ----------------------------- | ------------------------------------------- |
| KBS 자체 시보 (아날로그 시계) | 1970년대 ~ 1980년대 2013년 10월 21일 ~ 현재 |
| KBS 자체 시보 (디지털 시계)   | 1984년 ~ 1990년 2013년 10월 21일 ~ 현재     |
| KBS 시그널 음악 (디지털 시계) | 1990년 4월 9일 ~ 일자 미상                  |

## 특이 사항
- 2005년 3월 3일부터 HD 카메라가 도입되어, 고화질의 HD 영상을 시청할 수 있게 되었다.
- 다시보기 서비스는 데이터베이스를 구축하여, 1987년 1월 1일 방송부터 무료로 시청하실 수 있다. 1987년 이전 방송분의 경우, 일부 테이프는 보존 상태 문제로 폐기되었으며, 1980년대 초중반의 자료는 일부만 현존한다.
  - 1980년대와 1990년대 원본 상태로 화질 및 음질이 고르지 못한 부분이 있다.

## 경쟁 프로그램
- MBC 뉴스데스크 (MBC TV)
- SBS 8 뉴스 (SBS TV)
- JTBC 뉴스룸 (JTBC)
- MBN 뉴스7 (MBN)
- MBN 뉴스센터 (MBN)
- TV조선 뉴스 9 (TV조선)
- TV조선 뉴스 7 (TV조선)
- 뉴스A (채널A)
- YTN 뉴스NIGHT (YTN)
- 뉴스투나잇 (연합뉴스TV)

## 편성 변경
- 2022년 1월 31일 : 설날 편성 관계로 9시 ~ 9시 40분까지 편성 이후 밤 9시 40분 ~ 밤 10시 35분까지 방송됐다.
- 2022년 2월 1일 ~ 2022년 2월 2일 : 설날 편성 관계로 9시 ~ 9시 40분까지 40분 동안 단축 편성했다.
- 2022년 2월 2일 : 대통령 선거 관련 편성으로 인하여 저녁 7시부터 저녁 7시 10분까지 10분 동안 KBS 뉴스로 단신 단축 편성하여 저녁 7시 10분부터 저녁 8시까지 한국인의 밥상이 앞당겨 방송·편성, 이후 저녁 8시에는 《방송 3사 합동 초청 2022 대선 후보 토론》(수화) 방송·편성
- 2022년 2월 4일 : 저녁 8시 ~ 저녁 8시 45분까지 45분 동안 단축 편성하여 이후 2022년 베이징 올림픽 개막식(수화) 방송 직전 편성으로 10분 동안 축소 방송·편성
- 2022년 2월 21일, 2022년 2월 25일, 2022년 3월 2일 : 《대한민국 제20대 대통령 선거 후보 토론회》 방송·편성 관계로 인해 밤 10시부터 방송·편성
- 2025년 5월 18일: 대한민국 제21대 대통령 선거 후보 토론회(경제) 방송 관계로 밤 10시부터 10시 40분까지 방송.
- 2025년 5월 23일: 대한민국 제21대 대통령 선거 후보 토론회(사회) 방송 관계로 밤 9시 55분부터 방송.